# Kommunikationshilfe
Als Kommunikationshilfen werden verschiedene Geräte und Methoden bezeichnet, die vor allem Menschen mit einer Behinderung die direkte Kommunikation mit anderen Menschen erleichtern oder ermöglichen sollen.
Diese Kommunikationshilfen können sowohl aktiv (die behinderte Person gibt eine Nachricht ab) als auch passiv (die behinderte Person nimmt eine Nachricht über die Kommunikationshilfe auf) wirken.

## Gerätetechnische Kommunikationshilfen
Gerätetechnische Kommunikationshilfen sind z. B. Schrift-Kommunikatoren mit Schreibtastatur und Textanzeige oder Druckausgabe für Sprachbehinderte, angepasste oder alternative Computer-Tastatur-Bedienungen und -Adaptionen für motorisch behinderte Menschen wie Spastiker, Hörgeräte und Telefone mit verstärkten Hörern für Schwerhörige, Cochlea- und Hirnstammimplantate, für taube Menschen, Schreibtelefone, Bildtelefone, Lichtklingel-Anlagen, Licht- und Vibrationswecker für Gehörlose, Braillezeilen und Punktschriftmaschinen für Blinde und Taubblinde etc.

### ISO 9999
In der ISO-Norm ISO 9999 werden Kommunikationshilfen nach folgender Gliederung geordnet:
- 22 Hilfsmittel für Kommunikation und Information
  - 22 03 Sehhilfen (z. B. Lupen, Bildschirmlesegeräte)
  - 22 06 Hörhilfen (z. B. Hörgeräte, Hörbrillen)
  - 22 09 Sprechhilfen (z. B. Stimmerzeuger, Stimmverstärker)
  - 22 12 Schreib- und Zeichenhilfen
  - 22 15 Rechenhilfen (z. B. Rechengeräte, Kalkulationssoftware)
  - 22 18 Hilfsmittel zur Verarbeitung von visueller Information sowie Audio- und Videoinformation
  - 22 21 Hilfsmittel für die Nahkommunikation (z. B. Buchstabensätze, Symbolsätze, Kommunikatoren, Software für Nahkommunikation)
  - 22 24 Hilfsmittel für Telefonie (und Telematik)
  - 22 27 Hilfsmittel für das Alarmieren, Anzeigen und Signalisieren
  - 22 30 Lesehilfen (z. B. Blattwender, Taktile Lesegeräte, Lesematerialien mit Sprachausgabe)
  - 22 33 Computer und Terminals
  - 22 36 Eingabegeräte für Computer (z. B. Tastaturen, alternative Eingabegeräte, Eingabesoftware)
  - 22 39 Ausgabegeräte für Computer (z. B. Braillezeilen, Drucker, Sprachausgaben)

### Deutschland
Die Finanzierung solcher Geräte fällt je nach der persönlichen Lage in die Zuständigkeit verschiedener sozialer Kostenträger, wie der Gesetzlichen Krankenversicherung, Agentur für Arbeit, Unfallversicherung etc.
Das Hilfsmittelverzeichnis der Gesetzlichen Krankenversicherung listet in diesem Rahmen die für sie kostenübernahmepflichtigen Produkte mit allerdings teilweise anderer Terminologie auf:
- Gruppe 07 Blindenhilfsmittel
- Gruppe 13 Hörhilfen
- Gruppe 16 Kommunikationshilfen
- Gruppe 27 Sprechhilfen

## Personale Kommunikationshilfen

### Deutschland
Im Gesetz zur Gleichstellung behinderter Menschen und in der Kommunikationshilfenverordnung wurde verankert, dass natürlichen Personen, die als Beteiligte eines Verwaltungsverfahrens wegen einer Hör- oder Sprachbehinderung zur Wahrnehmung ihrer Rechte Anspruch auf personale Kommunikationshilfen haben. Als solche werden bezeichnet: Dolmetscher für die Deutsche Gebärdensprache, für lautsprachbegleitende Gebärden, Schriftdolmetscher, Simultanschriftdolmetscher sowie Oraldolmetscher, die vom Klienten je nach seinen Bedürfnissen frei wählbar sind. Die Vergütung von Kommunikationshelfern im Rahmen eines Verwaltungsverfahrens wird durch die Behörde getragen.
§ 3 der Kommunikationshilfenverordnung führt folgendes auf:
1. Kommunikationshelferinnen und Kommunikationshelfer sind insbesondere
a) Schriftdolmetscherinnen und Schriftdolmetscher;
b) Simultanschriftdolmetscherinnen und Simultanschriftdolmetscher;
c) Oraldolmetscherinnen und Oraldolmetscher oder
d) Kommunikationsassistentinnen und Kommunikationsassistenten.
2. Kommunikationsmethoden sind insbesondere
a) Lormen und taktil wahrnehmbare Gebärden oder
b) gestützte Kommunikation für Menschen mit autistischer Störung.
3. Kommunikationsmittel sind insbesondere
a) akustisch-technische Hilfen oder
b) grafische Symbol-Systeme.